# ميخائيل جوريفيتش
ميخائيل يوسيفيتش جوريفيتش (روسية: Михаил Иосифович Гуревич) (ولد 12 يناير 1893 - توفي 12 نوفمبر 1976) كان مصمم طائرات سوفيتيًّا وشريكاً (مع أرتم ميكويان) في تأسيس مكتب تصميمات طائرات ميج الشهير لتصميم الطائرات المقاتلة.
ولد ميخائيل في بلدة صغيرة في منطقة كورسك الروسية، في عام 1910 التحق في جامعة خاركوف بقسم الرياضيات إلا أنه بعد سنة تم طرده من الجامعة ومن المنطقة كلها لاشتراكه في النشاطات الثورية فاستأنف دراسته في جامعة مونبيلييه الفرنسية ثم تخصص في هندسة الطيران في «المدرسة القومية العليا للملاحة الجوية وعلوم الفضاء» في فرنسا.
في صيف عام 1914 كان ميخائيل يزور روسيا عندما اندلعت الحرب العالمية الأولى. فاعترضت هذه الحرب بالإضافة إلى الحرب الأهلية الروسية تعليمه. تخرج ميخائيل عام 1925 من كلية الطيران التابعة لمعهد خاركوف التكنولوجي وعمل مهندسا في الشركة الحكومية «الحرارة والطاقة».
في عام 1929 رحل جيروفيتش إلى موسكو ليعمل مصمما للطائرات، ففي عام 1937 رأس فريقا للتصميم في مكتب تصميم بوليكاربوف، ثم في عام 1939 أصبح نائبا للمصمم العام. في عام 1957 أصبح مصمما عاما (رئيس مهندسي التصميم) في مكتب تصميمات ميكويان-جيروفيتش.
نتيجة لتصميماته التي فازت عدة مرات في المسابقات التي أقامتها القوات الجوية السوفيتية لتصميم الطائرات واختيار أنسبها للإنتاج، حصل ميخائيل جيروفيتش على جائزة ستالين أعوام (1941، 1947، 1948، 1949، 1953)، كما حصل على لقب «بطل العمل الاشتراكي» عام 1957 ووسام لينين عام 1962.